# Pitcairnia odontopoda
Pitcairnia odontopoda är en gräsväxtart som beskrevs av John Gilbert Baker. Pitcairnia odontopoda ingår i släktet Pitcairnia och familjen Bromeliaceae. Inga underarter finns listade i Catalogue of Life.